# Olaide Olaogun
Olaide Omolola Olaogun, nom de scène Olaide Olaogun ou Laide Olaogun, née le 9 juillet 1986 à  Lagos au Nigeria, est une actrice du cinéma Nollywood, présentatrice de télévision et mannequin.

## Biographie
Née à Lagos le 9 juillet 1986, elle obtient un diplôme d'anglais à l'université de Lagos.
Elle se fait remarquer au Nigeria et au Ghana en jouant dans la série yoruba Super Story (en). Elle succède à Genevieve Nnaji pour être le visage de Lux dans leurs campagnes publicitaires en 2007 et continue à jouer ce rôle jusqu'en 2009. Elle est également ambassadrice d'autres marques.

## Filmographie
La filmographie d'Olaide Olaogun, comprend les films suivants : 
| Année | Film                | Rôle                | Notes      |
| ----- | ------------------- | ------------------- | ---------- |
| 2005  | Omoye               | Racheal             |            |
| 2005  | A new Song          | Juliet              |            |
| 2006  | Elulu Tafajo        | Tayo                |            |
| 2006  | Lion of Mogun       |                     | Série télé |
| 2006  | Odu                 |                     |            |
| 2006  | Iyawo Afoju         |                     |            |
| 2007  | Everything it takes |                     |            |
| 2007  | Elerin Eye          | Mopelola            |            |
| 2008  | Tinsel              |                     |            |
| 2008  | Eleburu Ike         |                     |            |
| 2009  | Atehinbo            |                     |            |
| 2009  | The Perfect Church  |                     |            |
| 2010  | Hands of a Stranger | Tokunbo Babs Oshodi |            |
| 2010  | The Promise         | Ego                 |            |
| 2011  | Obi Eni             |                     |            |
| 2011  | Valentine           | Rose                |            |
| 2013  | Memuna Gbagi        |                     |            |

## Source de la traduction
- (en) Cet article est partiellement ou en totalité issu de l’article de Wikipédia en anglais intitulé « Olaide Olaogun » (voir la liste des auteurs).